# Глуша (посёлок)
Глу́ша (бел. Глуша) — посёлок в Бобруйском районе Могилёвской области Беларуси. Административный центр Глушанского сельсовета.
До 23 января 2013 года населённый пункт имел статус посёлка городского типа.

## Географическое положение
Расположен на 25 км юго-западнее Бобруйска.

## История
Населённый пункт основан в связи со строительством стеклозавода (1896) и развитием деревообрабатывающих промыслов. С 1924 входил в 1-й Бобруйский, с 1927 — в Бобруйский район.
15 июля 1935 года Глуша преобразована в рабочий посёлок.
В годы Великой Отечественной войны был оккупирован немецко-фашистскими войсками (с июня 1941 по 27.06.1944).

## Население
- 1999 год — 1600 чел.
- 2005 год — 1500 чел.
- 2009 год — 1319 чел.
- 2010 год — 1300 чел.

## Культура
- Дом культуры
- Музей ГУО "Глушанская средняя школа Бобруйского района"
- Дом-музей Алеся Адамовича
- Народное любительское объединение декоративно-прикладного искусства "Стары майстар"
- Показательный коллектив гончарного искусства "Глечыкі"

## События и мероприятия
- Ежегодный районный фестиваль народных промыслов и ремесел «Глушанскі хутарок»

## Достопримечательность
- Центр ремёсел — этнографический музей под открытым небом[4]. На его территории расположены: деревянная церковь Святого Пантелеймона, возведённая в 1880 году (перевезена из деревни Углы Бобруйского района); ветряная мельница, построенная в XIX веке (перевезена из российского города Иваново); гончарная мастерская; гумно, бондарня, дом ткачихи.
- Дом-музей Алеся Адамовича. Аптека, где работала мать писателя.
- Арт-объект, посвящённый Алесю Адамовичу

### Памятник, скульптура
- Мемориальный комплекс в честь памяти погибших жителей
- Братская могила советских воинов и партизан. В 1974 году установлен обелиск
- Памятник землякам, ул. Октябрьская
- Мемориальная доска подпольщикам
- Мемориальный камень на могиле Алеся Адамовича
- Памятник-бюст писателю Алесю Адамовичу (2019)

## Галерея
- Центр ремёсел - этнографический музей под открытым небом
- Центр ремёсел. "Дом богача" (XIX век)
- Центр ремёсел. "Дом бедняка" (XIX век)
- Центр ремёсел. Ветряная мельница (конец XIX - начало XX вв.)
- Центр ремёсел. Церковь Св. Пантелеймона (1880 г.)

## Знаменитые люди
- Алесь Адамович (1927—1994) — член-корреспондент АН БССР, доктор филологических наук, профессор, писатель — по завещанию похоронен в Глуше рядом с родителями.